# Виолета Иванова
Виолета Г. Иванова е българска астрономка.
Работи в Института по астрономия на Българската академия на науките, научен секретар е на института. Старши научен сътрудник, доктор на науките.
В периода 1984 – 1988 г., работейки в обсерватория Рожен, открива 12 астероида. Международният астрономически институт наименува на нея астероид 4365 Иванова, открит през 1970 г.